# Salentin méridional
 (signalé en mai 2025).
Si vous disposez d'ouvrages ou d'articles de référence ou si vous connaissez des sites web de qualité traitant du thème abordé ici, merci de compléter l'article en donnant les références utiles à sa vérifiabilité et en les liant à la section « Notes et références ».
- Archive Wikiwix
- Bing
- Cairn
- DuckDuckGo
- E. Universalis
- Gallica
- Google
- G. Books
- G. News
- G. Scholar
- Persée
- Qwant
- (zh) Baidu
- (ru) Yandex
- (wd) trouver des œuvres sur Wikidata

 (signalé en mai 2025).
Si vous disposez d'ouvrages ou d'articles de référence ou si vous connaissez des sites web de qualité traitant du thème abordé ici, merci de compléter l'article en donnant les références utiles à sa vérifiabilité et en les liant à la section « Notes et références ».
- Archive Wikiwix
- Bing
- Cairn
- DuckDuckGo
- E. Universalis
- Gallica
- Google
- G. Books
- G. News
- G. Scholar
- Persée
- Qwant
- (zh) Baidu
- (ru) Yandex
- (wd) trouver des œuvres sur Wikidata

Le salentin méridional est la variante du salentin parlée au sud de la ligne Gallipoli-Maglie-Otrante dans le Salento.

## Diffusion géographique
Communes du sud de la ligne Gallipoli-Maglie-Otrante.
Certaines communes, tout en faisant partie de la zone géographique du leccese (par exemple Matino, Parabita), sont linguistiquement plus proches du salentin méridional. 
Il existe des variations suivant les communes, par exemple le dialecte de Gallipoli (gallipolino) qui présente divers caractéristiques surtout dans l'usage des vocals et de l'accent (plus lourd et grave par rapport au reste du territoire).

## Caractéristiques
Le salentin méridional est caractérisé par un système vocalique sans phénomène métaphoniques ni de diphtongation conditionnée. Comme dans le leccese, les trois voyelles extrêmes palatales  Ī, Ĭ, Ē donnent toujours une fin en i, alors que les trois extrêmes vélaires Ō, Ŭ, Ū donnent u. La voyelle Ŏ, à la différences des autres variétés de salentin, donne toujours o, Ĕ presque toujours e, sauf dans quelques cas ou c'est la diphtongue "iè". En outre, les voyelles I et E en position prétoniques comme en postonique, dans certaines variétés du dialecte donnent "i" et d'autres "e", mais en général on peut affirmer que dans tout le Salento méridional il y a une forte tendance à le transformer en "a". Les mêmes voyelles atones en position finale donnent deux fins différentes en i et e, comme dans le leccese.